# Заљубљени нежења
Заљубљени нежења (тур. Kiralık аşk) турска је телевизијска серија, снимана од 2015. до 2017.
У Србији је емитована прва сезона серије 2017. и 2018. на телевизији Прва. Од 20. јула 2023. серија се поново емитује на Прва ворлд и емитована је у целости.

## Радња
Дефне је млада и лепа конобарица која од кад су је родитељи напустили живи с баком, братом и малом сестром — никад није била окружена луксузом, али усрећивале су је мале, наизглед небитне ствари. Њен једноставан живот почео је да се компликује кад јој је мафија отела брата. Да би спасила његов живот, Дефне је добила 24 сата да нађе 200 хиљада лира.
С друге стране, Омер је ненаметљив, помало интровертан, али вредан младић. Иако потиче из богате породице, одувек се трудио да зарађује за живот. Постао је шегрт у обућарској радњи, а с временом је покренуо сопствену линију обуће.
Дефне и Омер су се упознали кад је он дошао у ресторан где је она била запослена. Желео је да избегне састанак с девојком коју му је наменила стрина Нериман. Да би то постигао, претварао се да је Дефнин дечко и то без њеног одобрења. Чак ју је и пољубио! Мада је успео у својој намери, није знао да је Нериман све видела.
Она је намерила да у року од шест месеци по сваку цену ожени Омера, јер у супротном њен свекар неће оставити богатство породици. Зато је контактирала Дефне и предложила јој да се запосли као Омерова асистенткиња — договор је да га за пола године одведе пред олтар, а у замену ће добити новац који јој је потребан да спаси живот свог брата.
Дефне пристаје на погодбу, не знајући да ће јој шеф у ствари бити младић који ју је нешто раније изненада пољубио у ресторану. Кад се сретне с њим лицем у лице, биће касно да одустане — већ је постала Омерова изнајмљена девојка и мора да испуни мисију за коју је плаћена. Оно на шта није рачунала јесте да изнајмљена љубав прети да се претвори у праву, ону која траје целог живота...

## Сезоне
| Сезона | Сезона | Број епизода (н) / (и)          | Приказивање у Турској                    | Приказивање у Србији                              |
| ------ | ------ | ------------------------------- | ---------------------------------------- | ------------------------------------------------- |
|        | 1      | 52 / 148 (1 — 52) / (1 — 148)   | 19. јун 2015 — 24. јун 2016. ()          | 10. јул 2017 — 12. јануар 2018. (Прва)            |
|        | 2      | 17 / 54 (53 — 69) / (149 — 202) | 23. септембар 2016 — 20. јануар 2017. () | 2. новембар 2023 — 8. децембар 2023. (Прва ворлд) |

## Улоге
| Глумац:              | Улога:              |
| -------------------- | ------------------- |
| Елчин Сангу          | Дефне Топал Ипликчи |
| Бариш Ардуч          | Омер Ипликчи        |
| Салих Бадемџи        | Синан Каракаја      |
| Мужде Узман          | Седа Беренсел       |
| Сечкин Оздемир       | Памир Марден        |
| Онур Бујуктопчу      | Корај Саргин        |
| Синем Озтурк         | Јасемин Кајалар     |
| Мелиса Шенолсун      | Суде Ипликчи        |
| Нергис Кумбасар      | Нериман Ипликчи     |
| Левент Улген         | Неџми Ипликчи       |
| Ферди Мертер         | Хулуси Ипликчи      |
| Ајберк Атила         | Садри Уста          |
| Деврим Јалчин        | Дениз Транба        |
| Исмаил Карагоз       | Шукру               |
| Ханде Аолу           | Мине                |
| Хикмет Кормукчу      | Туркан              |
| Мелиса Гиз Џенгиз    | Есра Топал          |
| Керем Фиртина        | Исмаил              |
| Санем Јелес          | Нихан Топал         |
| Осман Акча           | Сердар Топал        |
| Рагип Гулен          | Зубејир Ташчалан    |
| Селин Узал           | Дерја               |
| Елифџан Онгурлар     | Фикрет Гало         |
| Симге Доганлар       | Еџе                 |
| Лејла Лидија Тугутлу | Из                  |
| Озлем Гезгин         | Назлиџан            |
| Ендер Сакали         | Ведат               |
| Бариш Мурат Јагџи    | Ејмен               |